# Светско првенство у пливању 2017 — 1.500 м слободно за мушкарце
Такмичење у пливању у дисциплини 1.500 метара слободним стилом за мушкарце на Светском првенству у пливању 2017. одржано је 29. јула (квалификације) и 30. јула (финале) као део програма Светског првенства у воденим спортовима. Трке су се одржавале у базену Дунав арене у Будимпешта.
За трке у овој дисциплини првобитно је било пријављено 40 такмичара из 35 земаља, међутим три такмичара се нису појавила на старту својих квалификационих трка. Титулу светског првака освојио је италијански пливач Грегорио Палтринијери који је финалну трку испливао у времену 14:35,85 минута. Сребро је освојио украјински репрезентативац Михаило Романчук, док је бронза припала Аустралијанцу Маку Хортону.

## Освајачи медаља
|                             | Резултат |                        | Резултат |                  | Резултат |
|                             |          |                        |          |                  |          |
| Грегорио Палтринијери (ИТА) | 14:35,85 | Михаило Романчук (УКР) | 14:37,14 | Мак Хортон (АУС) | 14:47,70 |

## Званични рекорди
Пре почетка такмичења званични свестки рекорд и рекорд шампионата у овој дисциплини су били следећи:
| Рекорд                         | Име             | Резултат | Место             | Датум           |
| ------------------------------ | --------------- | -------- | ----------------- | --------------- |
| Светски рекорд СР              | Суен Јанг (КИН) | 14:31,02 | Лондон (Енглеска) | 4. август 2012. |
| Рекорд светских првенстава РПр | Суен Јанг (КИН) | 14:34,14 | Шангај (Кина)     | 31. јул 2011.   |

## Квалификације
За такмичење у тркама на 1.500 метара слободним стилом било је пријављено 40 такмичара из 35 земаља, а свака од земаља је имала право на максимално два такмичара у овој дисциплини. Квалификационе трке одржане су 29. јула у јутарњем делу програма, са почетком од 10:44 по локалном времену, а пласман у финале остварило је 8 такмичара са најбољим резултатима квалификација. На старту трке појавило се 37 пливача, а квалификације су се пливале у 4 квалификационе групе.
| ПЛ. | Трка | Стаза | Пливач                | Држава           | Резултат       | Напомена       |
| --- | ---- | ----- | --------------------- | ---------------- | -------------- | -------------- |
| 01. | 4    | 3     | Михаило Романчук      | Украјина         | 14:44,11       | КВ             |
| 02. | 4    | 4     | Грегорио Палтринијери | Италија          | 14:44,31       | КВ             |
| 03. | 4    | 5     | Габријеле Дети        | Италија          | 14:50,10       | КВ             |
| 04. | 4    | 7     | Јан Мицка             | Чешка            | 14:55,47       | КВ             |
| 05. | 3    | 6     | Војћех Војдак         | Пољска           | 14:57,39       | КВ             |
| 06. | 4    | 6     | Хенрик Кристијансен   | Норвешка         | 14:57,41       | КВ             |
| 07. | 3    | 4     | Мак Хортон            | Аустралија       | 14:59,24       | КВ             |
| 08. | 4    | 0     | Сергеј Фролов         | Украјина         | 14:59,32       | КВ             |
| 09. | 2    | 4     | Парк Техван           | Јужна Кореја     | 14:59,44       |                |
| 10. | 3    | 2     | Ахмед Акрам           | Египат           | 14:59,56       |                |
| 11. | 3    | 5     | Џек Маклафлин         | Аустралија       | 15:01,55       |                |
| 12. | 3    | 1     | Феликс Аубек          | Аустрија         | 15:02,78       |                |
| 13. | 3    | 7     | Иља Дружињин          | Русија           | 15:03,05       |                |
| 14. | 2    | 3     | Марсело Акоста        | Салвадор         | 15:04,79       |                |
| 15. | 2    | 0     | Виктор Јохансон       | Шведска          | 15:05,91       |                |
| 16. | 4    | 1     | Тру Свитсер           | Сједињене Државе | 15:07,38       |                |
| 17. | 4    | 2     | Флоријан Велброк      | Немачка          | 15:07,43       |                |
| 18. | 3    | 3     | Данијел Џервис        | Велика Британија | 15:07,97       |                |
| 19. | 3    | 9     | Гиљерме Коста         | Бразил           | 15:08,09       |                |
| 20. | 4    | 9     | Антон Ипсен           | Данска           | 15:10,02       |                |
| 21. | 4    | 8     | Роберт Финке          | Сједињене Државе | 15:15,15       |                |
| 22. | 3    | 0     | Антонио Аројо         | Шпанија          | 15:18,50       |                |
| 23. | 2    | 2     | Брент Сурдоки         | Јужна Африка     | 15:18,84       |                |
| 24. | 2    | 7     | Криштоф Рашовски      | Мађарска         | 15:23,87       |                |
| 25. | 2    | 5     | Ђи Синђе              | Кина             | 15:23,91       |                |
| 26. | 2    | 6     | Акош Калмар           | Мађарска         | 15:23,96       |                |
| 27. | 2    | 1     | Рикардо Варгас        | Мексико          | 15:24,79       |                |
| 28. | 2    | 8     | Гуиљерме Пина         | Португал         | 15:26,10       |                |
| 29. | 2    | 9     | Богдан Скарлат        | Румунија         | 15:26,18       |                |
| 30. | 1    | 9     | Нгујен Ху Ким Сон     | Вијетнам         | 15:29,90       |                |
| 31. | 1    | 3     | Хуанг Гуотинг         | Кинески Тајпеј   | 15:31,10       |                |
| 32. | 1    | 2     | Афлах Правира         | Индонезија       | 15:31,27       |                |
| 33. | 1    | 5     | Димитриос Негрис      | Грчка            | 15:35,55       |                |
| 34. | 1    | 1     | Оли Мортенсен         | Фарска Острва    | 15:37,77       |                |
| 35. | 1    | 7     | Кристијан Бајо        | Порторико        | 15:52,78       |                |
| 36. | 1    | 6     | Весли Робертс         | Кукова Острва    | 16:15,04       |                |
| 37. | 1    | 0     | Франци Алекси         | Албанија         | 16:42,97       |                |
| —   | 1    | 4     | Мартин Најдич         | Аргентина        | Нису наступили | Нису наступили |
| —   | 1    | 8     | Фелипе Тапија         | Чиле             | Нису наступили | Нису наступили |
| —   | 3    | 8     | Суен Јанг             | Кина             | Нису наступили | Нису наступили |

## Резултати финала
Финална трка пливана је последњег дана такмичења, 30. јула са почетком од 18:38 часова.
| ПЛ. | Стаза | Пливач                | Држава     | Резултат | Нап. |
| --- | ----- | --------------------- | ---------- | -------- | ---- |
|     | 5     | Грегорио Палтринијери | Италија    | 14:35,85 |      |
| 2   | 4     | Михаило Романчук      | Украјина   | 14:37,14 |      |
| 3   | 1     | Мак Хортон            | Аустралија | 14:47,70 |      |
| 4.  | 3     | Габријеле Дети        | Италија    | 14:52,07 |      |
| 5.  | 7     | Хенрик Кристијансен   | Норвешка   | 14:54,58 |      |
| 6.  | 8     | Сергеј Фролов         | Украјина   | 14:55,10 |      |
| 7.  | 2     | Војћех Војдак         | Пољска     | 15:01,27 |      |
| 8.  | 6     | Јан Мицка             | Чешка      | 15:09,28 |      |